# 新座站 (埼玉縣)

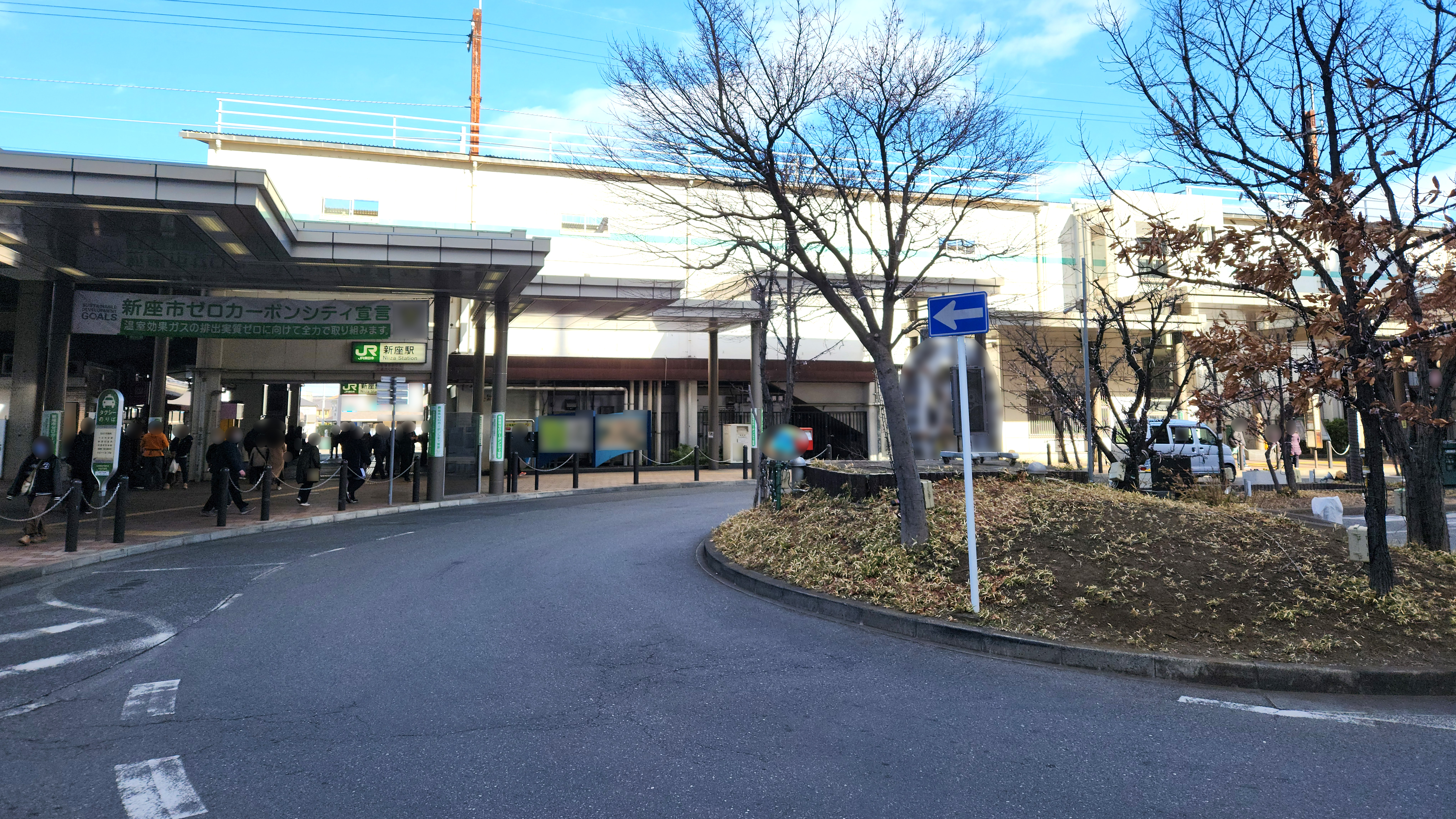
南口（2024年1月）

新座站（日语：／ Niiza eki */?）是位於日本埼玉縣新座市野火止，屬於東日本旅客鐵道（JR東日本）武藏野線的鐵路車站。車站編號是JM 29。
此站起往府中本町方向是八王子支社管內。

## 車站結構
本站是位於彎道上的側式月台2面2線高架車站，該2線之間設有1條中線。此中線用作進入新座貨物總站時的聯絡線，上行線起往新座貨物總站的入線列車全部會通過這裡。車站本屋施工由東急建設負責。閘口至各月台都設有扶手電梯與升降機。車站顏色是紫色。

### 月台配置
| 月台 | 路線     | 方向 | 目的地                         |
| ---- | -------- | ---- | ------------------------------ |
| 1    | 武藏野線 | 上行 | 新秋津、西國分寺、府中本町方向 |
| 2    | 武藏野線 | 下行 | 南浦和、新松戶、西船橋方向     |

（來源：JR東日本:車站構內圖 （页面存档备份，存于））

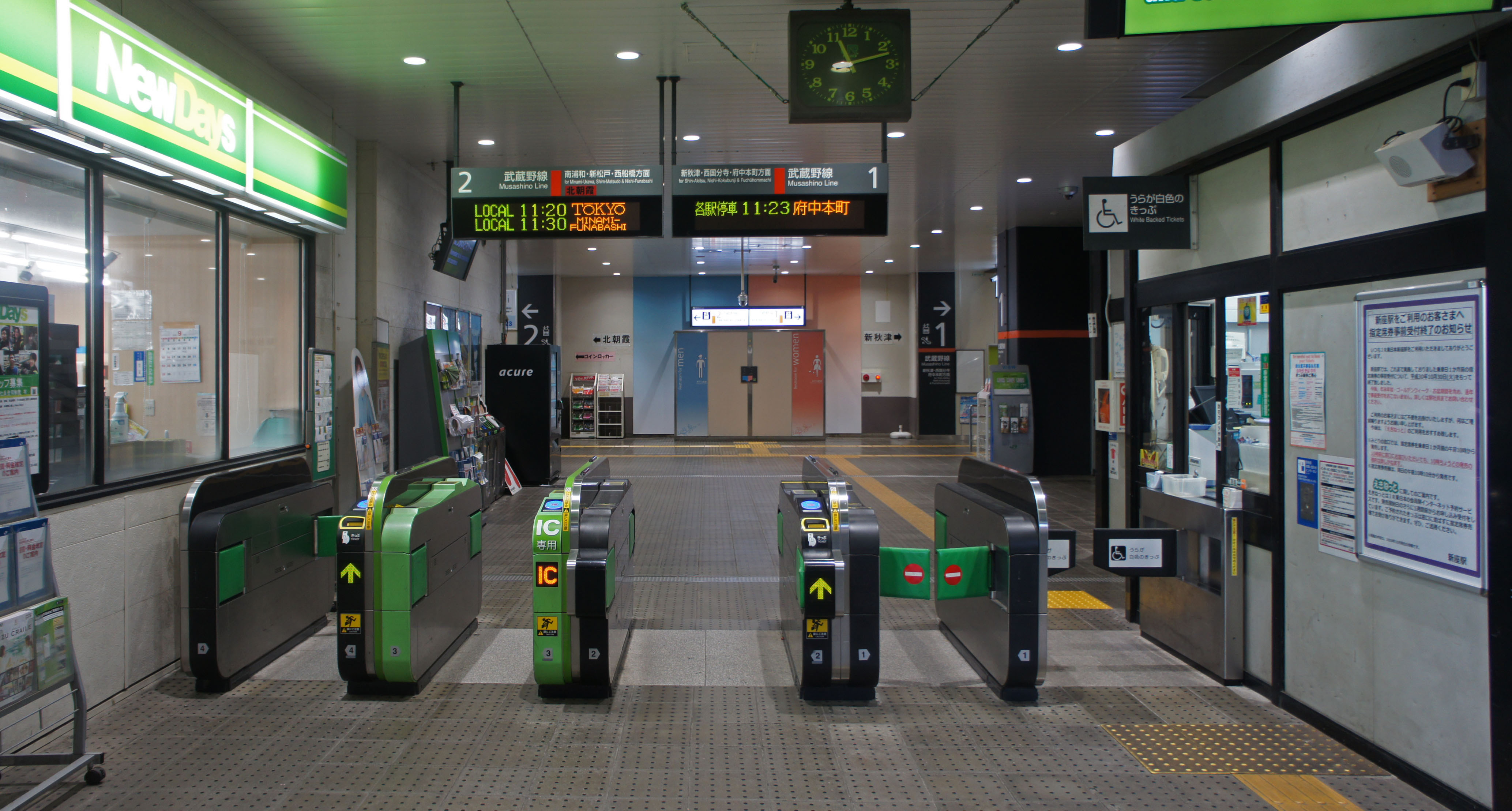
閘口（2019年9月）
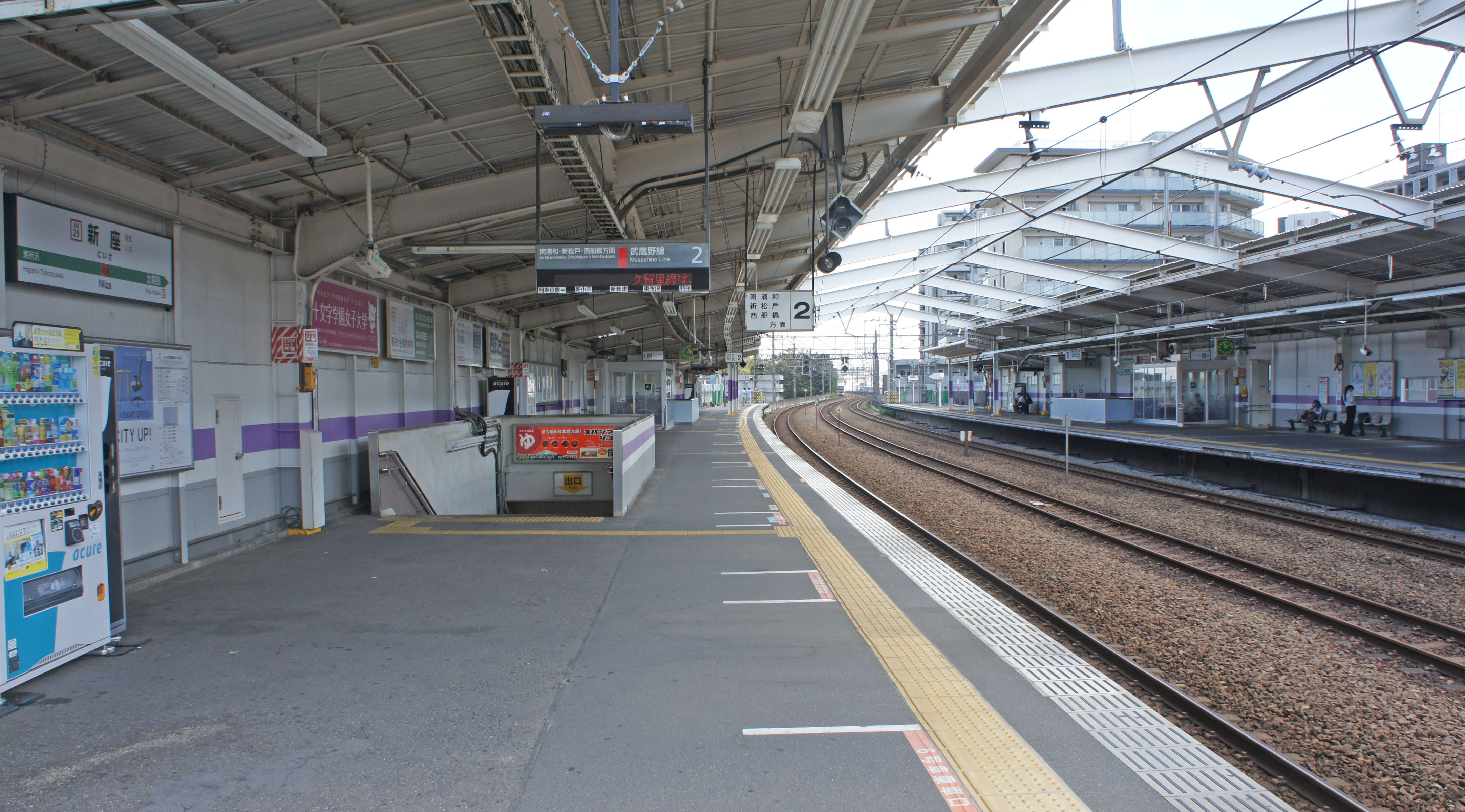
月台（2019年9月）

## 發車音樂
2004年4月11日起，本站啓用動畫《铁臂阿童木》主題曲作爲發車音樂（與同爲JR東日本屬下的山手線高田馬場站的版本不同），作爲新座市登記阿童木為特別住民的一周年紀念，然後一直使用至今。新座市為手塚製作工作室所在地（總部則位於高田馬場）。

## 使用情況
2019年（令和元年）度的1日平均上車人次為21,213人。
近年的一日平均上車人次的推移如下表。
| 年度               | 1日平均上車人次 | 1日平均上車人次 | 1日平均上車人次 | 來源              |
| 年度               | 定期外          | 定期            | 合計            | 來源              |
| ------------------ | --------------- | --------------- | --------------- | ----------------- |
| 1990年（平成02年） |                 |                 | 8,846           |                   |
| 1991年（平成03年） |                 |                 | 9,723           |                   |
| 1992年（平成04年） |                 |                 | 10,598          |                   |
| 1993年（平成05年） |                 |                 | 11,011          |                   |
| 1994年（平成06年） |                 |                 | 11,461          |                   |
| 1995年（平成07年） |                 |                 | 11,687          |                   |
| 1996年（平成08年） |                 |                 | 11,635          |                   |
| 1997年（平成09年） |                 |                 | 11,429          |                   |
| 1998年（平成10年） |                 |                 | 11,628          |                   |
| 1999年（平成11年） |                 |                 | 11,832          | [ 埼玉県統計 1 ]  |
| 2000年（平成12年） |                 |                 | 12,031          | [ 埼玉県統計 2 ]  |
| 2001年（平成13年） |                 |                 | 12,130          | [ 埼玉県統計 3 ]  |
| 2002年（平成14年） |                 |                 | 12,646          | [ 埼玉県統計 4 ]  |
| 2003年（平成15年） |                 |                 | 12,881          | [ 埼玉県統計 5 ]  |
| 2004年（平成16年） |                 |                 | 13,668          | [ 埼玉県統計 6 ]  |
| 2005年（平成17年） |                 |                 | 14,549          | [ 埼玉県統計 7 ]  |
| 2006年（平成18年） |                 |                 | 15,427          | [ 埼玉県統計 8 ]  |
| 2007年（平成19年） |                 |                 | 16,349          | [ 埼玉県統計 9 ]  |
| 2008年（平成20年） |                 |                 | 16,887          | [ 埼玉県統計 10 ] |
| 2009年（平成21年） |                 |                 | 16,978          | [ 埼玉県統計 11 ] |
| 2010年（平成22年） |                 |                 | 17,714          | [ 埼玉県統計 12 ] |
| 2011年（平成23年） |                 |                 | 17,834          | [ 埼玉県統計 13 ] |
| 2012年（平成24年） | 4,870           | 13,869          | 18,739          | [ 埼玉県統計 14 ] |
| 2013年（平成25年） | 4,957           | 14,473          | 19,431          | [ 埼玉県統計 15 ] |
| 2014年（平成26年） | 5,025           | 14,038          | 19,063          | [ 埼玉県統計 16 ] |
| 2015年（平成27年） | 5,191           | 14,503          | 19,695          | [ 埼玉県統計 17 ] |
| 2016年（平成28年） | 5,339           | 14,930          | 20,270          | [ 埼玉県統計 18 ] |
| 2017年（平成29年） | 5,407           | 15,208          | 20,615          | [ 埼玉県統計 19 ] |
| 2018年（平成30年） | 5,467           | 15,536          | 21,004          | [ 埼玉県統計 20 ] |
| 2019年（令和元年） | 5,306           | 15,906          | 21,213          |                   |

## 相鄰車站
東日本旅客鐵道（JR東日本）
 武藏野線
北朝霞（JM 28）－新座（JM 29）－東所澤（JM 30）

### 使用情況
JR的1日平均使用人數
1. ↑  各駅の乗車人員 （页面存档备份，存于） - JR東日本

JR東日本的上車人次
1. ↑  各駅の乗車人員（2000年度） （页面存档备份，存于） - JR東日本
2. ↑  各駅の乗車人員（2001年度） （页面存档备份，存于） - JR東日本
3. ↑  各駅の乗車人員（2002年度） （页面存档备份，存于） - JR東日本
4. ↑  各駅の乗車人員（2003年度） （页面存档备份，存于） - JR東日本
5. ↑  各駅の乗車人員（2004年度） （页面存档备份，存于） - JR東日本
6. ↑  各駅の乗車人員（2005年度） （页面存档备份，存于） - JR東日本
7. ↑  各駅の乗車人員（2006年度） （页面存档备份，存于） - JR東日本
8. ↑  各駅の乗車人員（2007年度） （页面存档备份，存于） - JR東日本
9. ↑  各駅の乗車人員（2008年度） （页面存档备份，存于） - JR東日本
10. ↑  各駅の乗車人員（2009年度） （页面存档备份，存于） - JR東日本
11. ↑  各駅の乗車人員（2010年度） （页面存档备份，存于） - JR東日本
12. ↑  各駅の乗車人員（2011年度） （页面存档备份，存于） - JR東日本
13. 1 2 3  各駅の乗車人員（2012年度） （页面存档备份，存于） - JR東日本
14. 1 2 3  各駅の乗車人員（2013年度） （页面存档备份，存于） - JR東日本
15. 1 2 3  各駅の乗車人員（2014年度） （页面存档备份，存于） - JR東日本
16. 1 2 3  各駅の乗車人員（2015年度） （页面存档备份，存于） - JR東日本
17. 1 2 3  各駅の乗車人員（2016年度） （页面存档备份，存于） - JR東日本
18. 1 2 3  各駅の乗車人員（2017年度） （页面存档备份，存于） - JR東日本
19. 1 2 3  各駅の乗車人員（2018年度） （页面存档备份，存于） - JR東日本
20. 1 2 3  各駅の乗車人員（2019年度） （页面存档备份，存于） - JR東日本

JR的統計資料
1. ↑  埼玉県統計年鑑 （页面存档备份，存于） - 埼玉県
2. ↑  統計にいざ （页面存档备份，存于） - 新座市

埼玉縣統計年鑑
1. ↑  .   [2020-07-27]. （原始内容存档于2020-02-02）.
2. ↑  .   [2018-01-25]. （原始内容存档于2017-07-05）.
3. ↑  .   [2018-01-25]. （原始内容存档于2017-08-07）.
4. ↑  .   [2018-01-25]. （原始内容存档于2017-12-29）.
5. ↑  .   [2018-01-25]. （原始内容存档于2017-12-29）.
6. ↑  .   [2018-01-25]. （原始内容存档于2017-12-29）.
7. ↑  .   [2018-01-25]. （原始内容存档于2017-12-29）.
8. ↑  .   [2018-01-25]. （原始内容存档于2017-12-29）.
9. ↑  .   [2018-01-25]. （原始内容存档于2017-12-29）.
10. ↑  .   [2018-01-25]. （原始内容存档于2017-12-29）.
11. ↑  .   [2018-01-25]. （原始内容存档于2017-12-29）.
12. ↑  .   [2018-01-25]. （原始内容存档于2017-12-29）.
13. ↑  .   [2018-01-25]. （原始内容存档于2017-12-29）.
14. ↑  .   [2018-01-25]. （原始内容存档于2017-12-29）.
15. ↑  .   [2018-01-25]. （原始内容存档于2017-12-29）.
16. ↑  .   [2018-01-25]. （原始内容存档于2017-07-05）.
17. ↑  .   [2020-07-27]. （原始内容存档于2020-02-02）.
18. ↑  .   [2020-07-27]. （原始内容存档于2020-02-02）.
19. ↑  .   [2020-07-27]. （原始内容存档于2020-02-02）.
20. ↑  .   [2020-07-27]. （原始内容存档于2020-03-18）.

## 延伸閱讀
- 三好好三; 垣本泰宏. . JTBパブリッシング. 2010-02-01.

## 外部連結
- 車站資訊（新座）：東日本旅客鐵道